# 모하마드 레자 아레프

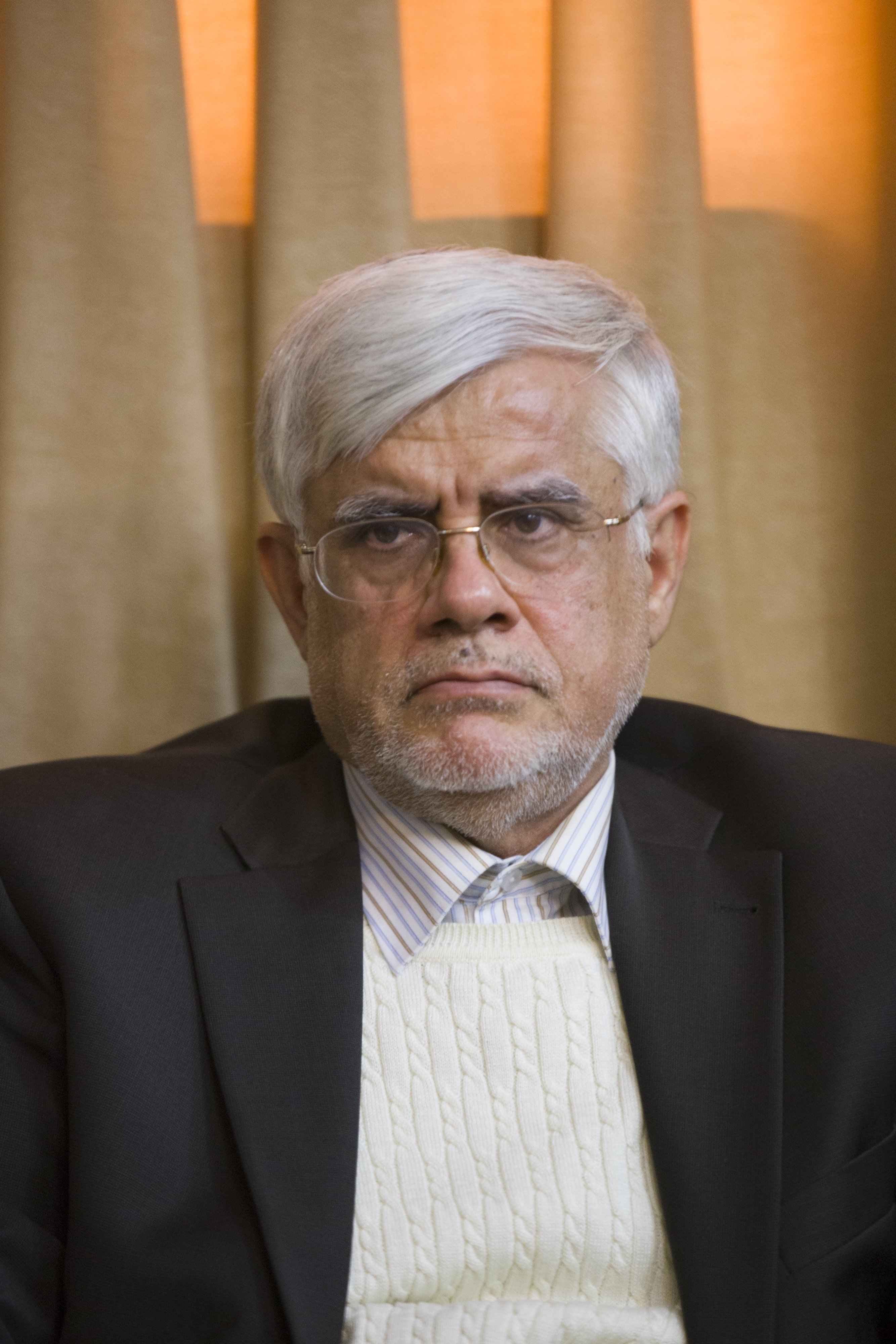

모하마드 레자 아레프(Mohammad Reza Aref, 1951년 12월 19일 ~ , 페르시아어: محمدرضا عارف)는 이란의 엔지니어, 학자, 개혁파 정치인으로, 마수드 페제시키안 대통령 휘하에서 2024년부터 이란의 8대이자 현재 제1부통령을 맡고 있다. 또한 2002년부터 편의 식별 위원회의 회원이기도 한다.
테헤란, 레이, 셰미라나트 및 에스람샤르를 대표하는 이란 의회의 개혁주의자들의 희망 분파의 의회 지도자였다. 아레프는 2015년 창설된 이래로 개혁주의 정책입안 최고위원회를 이끌고 있다.
또한 2001년부터 2005년까지 모하마드 하타미(Mohammad Khatami)와 마무드 아마디네자드(Mahmoud Ahmadinejad) 밑에서 두 번째 제1부통령을 역임했다. 이전에 카타미의 첫 번째 내각에서 정보통신기술부 장관과 관리 및 계획 조직의 책임자를 역임했다. 2021년까지 문화대혁명 최고위원회의 회원이었다. 또한 전기공학자이자 테헤란대학교와 샤리프기술대학교의 교수이기도 하다. 2013년 대선에 출마했으나 개혁파 진영에 더 나은 승리 기회를 주기 위해 출마를 철회했다.